# Colona elobata
Colona elobata är en malvaväxtart som beskrevs av William Grant Craib. Colona elobata ingår i släktet Colona och familjen malvaväxter. Inga underarter finns listade i Catalogue of Life.